# Campionati sudamericani femminili di cricket T20 2019
I Campionati sudamericani femminili di cricket T20 2019 si sono svolti dal 3 al 6 ottobre a Lima, in Perù: al torneo hanno partecipato cinque squadre. 

## Regolamento

### Formula
La formula ha previsto:
- Fase a gironi, disputata con girone all'italiana: la prima e la seconda classificata accedono alla finale.

## Torneo

### Fase a gironi

#### Classifica
| Pos. | Squadra   | Pt | G | V | P | NRR    |
| ---- | --------- | -- | - | - | - | ------ |
| 1.   | Brasile   | 12 | 4 | 4 | 0 | +5.024 |
| 2.   | Argentina | 9  | 4 | 3 | 0 | +2.803 |
| 3.   | Cile      | 6  | 4 | 2 | 2 | -1.844 |
| 4.   | Messico   | 3  | 4 | 1 | 3 | -3.840 |
| 5.   | Perù      | 0  | 4 | 0 | 4 | -5.188 |

      Qualificata in finale

### Finale
| 6 ottobre2019 Lima Cricket and Football Club, Lima | Argentina | 73 - 74/6 | Brasile | Brasile vince di 4 wickets |